# Nuwaria granulata
Genre
Espèce
Nuwaria granulata, unique représentant du genre Nuwaria, est une espèce d'opilions laniatores de la famille des Trionyxellidae.

## Distribution
Cette espèce se rencontre au Sri Lanka vers Nuwara Eliya et en Inde au Tamil Nadu vers Tirunelveli,.

## Description
L'holotype mesure 4,5 mm.

## Publication originale
- Roewer, 1915 : « 106 neue Opilioniden. » Archiv für Naturgeschichte, vol. 81, no 3, p. 1–152 (texte intégral).